# Michael Platt (Unternehmer)
Michael Edward Platt (* 12. Dezember 1968 in Preston) ist ein britischer Unternehmer und Hedgefondsmanager. Er ist Mitbegründer und Geschäftsführer von BlueCrest Capital Management, einer der größten Hedgefondsgesellschaften in Europa, die er im Jahr 2000 mitbegründete. Sein Vermögen wurde vom Finanzmagazin Forbes im September 2022 auf knapp 15 Milliarden US-Dollar geschätzt.

## Laufbahn
Platt wurde 1968 in Preston geboren. Sein Vater lehrte Bauingenieurwesen an der Universität von Manchester und seine Mutter war eine Universitätsverwalterin. Platts Großmutter brachte ihn erstmals mit Finanzen und Investieren in Berührung. Einige seiner frühesten Investitionen betrafen die neu privatisierten britischen Versorgungsunternehmen. Er studierte Bauingenieurwesen am Imperial College London, wechselte aber nach einem Jahr zur London School of Economics, wo er 1991 seinen Abschluss in Mathematik und Wirtschaft machte. Nach seinem Studium begann er für die US-amerikanische Großbank JPMorgan Chase zu arbeiten, wo er im Handel mit Swaps und Optionen tätig war. Nach knapp zehn Jahren bei JPMorgan Chase machte er sich 2000 selbstständig und gründete gemeinsam mit William Reeves den Hedgefonds BlueCrest Capital Management LLP.
Im Jahr 2014 war BlueCrest der viertgrößte Hedgefonds Europas und verwaltete in diesem Jahr über 30 Milliarden Pfund und beschäftigte 350 Mitarbeiter. Im Dezember 2015 kündigte Platt an, dass BlueCrest 7 Milliarden Dollar an externe Investoren zurückgeben, in Zukunft keine Fremdgelder mehr annehmen und ein Family-Office werden würde. Im Jahr 2019 erwirtschaftete das Handelsgeschäft von BlueCrest eine Nettorendite von 53,5 % nach Abzug der Kosten und brachte Platt rund 2 Milliarden Dollar ein. Im Jahr 2020 verzeichnete BlueCrest eine Rendite von 95 %, wodurch Platts Nettovermögen auf 10 Milliarden Dollar anstieg. Sein Erfolg als Investor wird seinem effektiven finanziellen Risikomanagement zugeschrieben.

## Persönliches
Im Jahr 2010 zog er von London nach Genf in die Schweiz, um zunehmenden Regulierungen zu entgehen und "bessere Personaloptionen" zu haben. 2014 wurde berichtet, dass er aufgrund der niedrigen Steuersätze nach Jersey ungezogen sei und den Hauptsitz seines Hedgefonds in die nahe gelegene Steueroase Guernsey verlegt hätte.
Er ist ein Kunstsammler, der eine Sammlung zeitgenössischer Kunst nicht durch den Kauf von Bildern, sondern durch Auftragsarbeiten bei bekannten Künstlern aufgebaut hat.
Platt trat als er selbst in der Showtime-Serie Billions in der ersten Folge der dritten Staffel auf.
Im Dezember 2019 wurde Platt kritisiert, nachdem ein Video viral gegangen war, in dem Platt gegenüber einem Taxifahrer mit seinem Vermögen prahlte und angab, er sei der bestverdienende Mensch im Finanzwesen.